# Шакарян, Демос Исаакович
Демос Шакарян (англ. Demos Shakarian; 21 июля 1913, Лос-Анджелес, США — 23 июля 1993 года) — бизнесмен армянского происхождения. Христианин, основатель Международного братства бизнесменов Полного Евангелия (Full Gospel Business Men’s Fellowship International, FGBMFI). Его жизнь и история FGBMFI освещаются в книге «Самые счастливые люди на Земле», написанной Джоном и Элизабет Шерриллами и опубликованной в 1975 году.

## Ранние годы
Сын Исаака Шакаряна и Зарухи Ессайян. Был назван в честь своего деда, который оставил посёлок Кара Кала в Армении и эмигрировал в США. Дед принадлежал к большой армянской группе христиан-пятидесятников, переехавших в Лос-Анджелес. Демос-старший умер на строительстве железной дороги в Неваде. Его сын Исаак занялся животноводством и стал преуспевающим молочным фермером.
В 1933 году Демос-младший женился на Роуз Габриелян.

## FGBMFI
Использовал свои организационные способности для проведения массовых евангелистских фестивалей с участием доктора Чарльза Прайса и других известных евангелистов, таких как Томи Хикс и Уильям Бранхам. Во время проведения фестивалей заметил, что они привлекают в основном женщин, поэтому Международное братство бизнесменов Полного Евангелия было первоначально создано им с целью содействовать более активному участию мужчин в этих собраниях. На фестивалях он начал предоставлять бизнесменам платформы для выступления. Этот план был поддержан Оралом Робертсом, и под его руководством были основаны отделения FGBMFI в 132 странах.
Впоследствии FGBMFI возглавил сын Демоса — Ричард Шакарян.

## Отношение к религии
Был пятидесятником в третьем поколении, верил в «Полное Евангелие», в то, что все сверхъестественные события Нового Завета следует понимать буквально, что они происходят и сегодня. В частности, он верил, что Бог исцеляет больных и раненых (он утверждал, что однажды Бог исцелил его стадо крупного рогатого скота от туберкулёза), и что христиане, наполненные Святым Духом, получают видения и подсказки от Бога, в том числе и прямые повеления. Считал, что, хотя Бог время от времени побуждал его молиться за исцеление, его дар — в первую очередь быть «помощником», как определено в Первом послании к Коринфянам (12:28). Он был уверен, что рост библейского харизматического движения стал предвестником Второго пришествия, и что на христиан в США произойдут гонения незадолго до его осуществления.